# Jesús Pascual
Jesús Pascual (Alcalá de Guadaíra, 1997) es un director de cine, escritor y guionista español.

## Biografía
Jesús Pascual se graduó en Comunicación Audiovisual en 2019 por la Universidad de Sevilla. Ese mismo año, estrenó el cortometraje documental Mi arma, en el que se abordan distintos aspectos de la escena drag andaluza del momento a través del testimonio de la artista Belial.
En 2021 dirigió el largometraje documental ¡Dolores guapa!, que aborda la relación entre la Semana Santa de Sevilla y la devoción y participación activa por parte de personas homosexuales y transexuales. La cinta, producida por Antonio Bonilla, obtuvo el premio a Mejor Película en la sección Panorama Andaluz del Festival de Cine Europeo de Sevilla y el premio al Mejor Documental en el festival de cine Andalesgai. La película fue estrenada en cines en España el 20 de mayo de 2022. Ese mismo año, fue nominada a los Premios Feroz, en la categoría de Arrebato de No Ficción, y a Mejor Dirección Novel en los Premios Carmen.
En 2023, Pascual publica el ensayo Querer como las locas. En él, se establece una conexión entre las experiencias románticas de homosexuales anónimos en la Andalucía franquista con las historias de amor descritas en las coplas y poemas de Rafael de León. El ensayo fue publicado por la editorial Cántico dentro de su colección "Culpables" y es una adaptación de la investigación desarrollada por Pascual en el marco del Máster de Historia del Arte Contemporáneo y Cultura Visual organizado por el Museo Reina Sofía, la UAM y la UCM. El libro ganó el I Premio de Teorías Queer y Crip 'Sonia Rescalvo Zafra'.

## Libros
- Querer como las locas, 2023.

## Filmografía
- Mi arma (cortometraje, 2019)
- ¡Dolores guapa! (2021)

## Premios y nominaciones
| Año  | Obra premiada         | Premio                                                     | Resultado |
| ---- | --------------------- | ---------------------------------------------------------- | --------- |
| 2021 | ¡Dolores guapa!       | Mejor Película - Talento Andaluz en el Festival de Sevilla | Ganador   |
| 2021 | ¡Dolores guapa!       | Mejor documental en el festival de cine Andalesgai         | Ganador   |
| 2021 | ¡Dolores guapa!       | Arrebato de No Ficción en los Premios Feroz                | Nominado  |
| 2023 | ¡Dolores guapa!       | Mejor Dirección Novel en los Premios Carmen                | Nominado  |
| 2023 | Querer como las locas | I Premio de Teorías Queer y Crip 'Sonia Rescalvo Zafra'    | Ganador   |